# Lijst van nummer 1-hits in Canada in 2017
Deze hits stonden in 2017 op nummer 1 in de Canadian Hot 100, de bekendste hitlijst in Canada.
| Datum        | Artiest                                                        | Titel                    |
| ------------ | -------------------------------------------------------------- | ------------------------ |
| 7 januari    | The Weeknd & Daft Punk                                         | Starboy                  |
| 14 januari   | The Weeknd & Daft Punk                                         | Starboy                  |
| 21 januari   | The Weeknd & Daft Punk                                         | Starboy                  |
| 28 januari   | Ed Sheeran                                                     | Shape of you             |
| 4 februari   | Ed Sheeran                                                     | Shape of you             |
| 11 februari  | Ed Sheeran                                                     | Shape of you             |
| 18 februari  | Ed Sheeran                                                     | Shape of you             |
| 25 februari  | Ed Sheeran                                                     | Shape of you             |
| 4 maart      | Ed Sheeran                                                     | Shape of you             |
| 11 maart     | Ed Sheeran                                                     | Shape of you             |
| 18 maart     | Ed Sheeran                                                     | Shape of you             |
| 25 maart     | Ed Sheeran                                                     | Shape of you             |
| 1 april      | Ed Sheeran                                                     | Shape of you             |
| 8 april      | Ed Sheeran                                                     | Shape of you             |
| 15 april     | Ed Sheeran                                                     | Shape of you             |
| 22 april     | Ed Sheeran                                                     | Shape of you             |
| 29 april     | Ed Sheeran                                                     | Shape of you             |
| 6 mei        | Ed Sheeran                                                     | Shape of you             |
| 13 mei       | Ed Sheeran                                                     | Shape of you             |
| 20 mei       | DJ Khaled, Justin Bieber, Quavo, Chance the Rapper & Lil Wayne | I'm the one              |
| 27 mei       | Luis Fonsi, Daddy Yankee & Justin Bieber                       | Despacito (Remix)        |
| 3 juni       | Luis Fonsi, Daddy Yankee & Justin Bieber                       | Despacito (Remix)        |
| 10 juni      | Luis Fonsi, Daddy Yankee & Justin Bieber                       | Despacito (Remix)        |
| 17 juni      | Luis Fonsi, Daddy Yankee & Justin Bieber                       | Despacito (Remix)        |
| 24 juni      | Luis Fonsi, Daddy Yankee & Justin Bieber                       | Despacito (Remix)        |
| 1 juli       | Luis Fonsi, Daddy Yankee & Justin Bieber                       | Despacito (Remix)        |
| 8 juli       | Luis Fonsi, Daddy Yankee & Justin Bieber                       | Despacito (Remix)        |
| 15 juli      | Luis Fonsi, Daddy Yankee & Justin Bieber                       | Despacito (Remix)        |
| 22 juli      | Luis Fonsi, Daddy Yankee & Justin Bieber                       | Despacito (Remix)        |
| 29 juli      | Luis Fonsi, Daddy Yankee & Justin Bieber                       | Despacito (Remix)        |
| 5 augustus   | Luis Fonsi, Daddy Yankee & Justin Bieber                       | Despacito (Remix)        |
| 12 augustus  | Luis Fonsi, Daddy Yankee & Justin Bieber                       | Despacito (Remix)        |
| 19 augustus  | Luis Fonsi, Daddy Yankee & Justin Bieber                       | Despacito (Remix)        |
| 26 augustus  | Luis Fonsi, Daddy Yankee & Justin Bieber                       | Despacito (Remix)        |
| 2 september  | Luis Fonsi, Daddy Yankee & Justin Bieber                       | Despacito (Remix)        |
| 9 september  | Luis Fonsi, Daddy Yankee & Justin Bieber                       | Despacito (Remix)        |
| 16 september | Taylor Swift                                                   | Look what you made me do |
| 23 september | Taylor Swift                                                   | Look what you made me do |
| 30 september | Taylor Swift                                                   | Look what you made me do |
| 7 oktober    | Post Malone & 21 Savage                                        | Rockstar                 |
| 14 oktober   | Post Malone & 21 Savage                                        | Rockstar                 |
| 21 oktober   | Post Malone & 21 Savage                                        | Rockstar                 |
| 28 oktober   | Post Malone & 21 Savage                                        | Rockstar                 |
| 4 november   | Post Malone & 21 Savage                                        | Rockstar                 |
| 11 november  | Post Malone & 21 Savage                                        | Rockstar                 |
| 18 november  | Camila Cabello & Young Thug                                    | Havana                   |
| 25 november  | Camila Cabello & Young Thug                                    | Havana                   |
| 2 december   | Camila Cabello & Young Thug                                    | Havana                   |
| 9 december   | Camila Cabello & Young Thug                                    | Havana                   |
| 16 december  | Camila Cabello & Young Thug                                    | Havana                   |
| 23 december  | Ed Sheeran & Beyoncé                                           | Perfect duet             |
| 30 december  | Ed Sheeran & Beyoncé                                           | Perfect duet             |